# از گور برخاسته (مجموعه تلویزیونی)
از گور برخاسته (به کره‌ای: 악귀; انگلیسی: Revenant) یک مجموعه تلویزیونی کره جنوبی محصول سال ۲۰۲۳ به نویسندگی کیم اون هی و به کارگردانی لی جونگ ریم و با بازی کیم ته-ری، اوه جونگ سه و هونگ کیونگ است. این مجموعه از ۲۳ ژوئن تا ۲۹ ژوئیه ۲۰۲۳، روزهای جمعه و شنبه ساعت ۲۲:۰۰ (کی‌اس‌تی) از اس‌بی‌اس پخش شد. از گور برخاسته همچنین برای استریم در دیزنی پلاس در مناطق منتخب قابل دسترسی است.

## بازیگران

### اصلی
- کیم ته-ری در نقش گو سان یونگ[۱]
- اوه جونگ سه در نقش یوم هه سانگ[۱]
- هونگ کیونگ در نقش لی هونگ سه[۱]